# Pram Point Bay
Pram Point Bay är en vik i Antarktis. Den ligger i Östantarktis. Nya Zeeland gör anspråk på området.